# Kaźmierzewo (gromada)
Kaźmierzewo (od 1 I 1958 Witosław) – dawna gromada, czyli najmniejsza jednostka podziału terytorialnego Polskiej Rzeczypospolitej Ludowej w latach 1954–1972.
Gromady, z gromadzkimi radami narodowymi (GRN) jako organami władzy najniższego stopnia na wsi, funkcjonowały od reformy reorganizującej administrację wiejską przeprowadzonej jesienią 1954 do momentu ich zniesienia z dniem 1 stycznia 1973, tym samym wypierając organizację gminną w latach 1954–1972.
Gromadę Kaźmierzewo z siedzibą GRN w Kaźmierzewie utworzono – jako jedną z 8759 gromad na obszarze Polski – w powiecie wyrzyskim w woj. bydgoskim, na mocy uchwały nr 24/18 WRN w Bydgoszczy z dnia 5 października 1954. W skład jednostki weszły obszary dotychczasowych gromad Kaźmierzewo, Witosław, Jeziorki Zabartowskie i Rościmin ze zniesionej gminy Mrocza w tymże powiecie. Dla gromady ustalono 23 członków gromadzkiej rady narodowej.
Gromadę Kaźmierzewo zniesiono 1 stycznia 1958 w związku z przeniesieniem siedziby GRN z Kaźmierzewa do Witosławia i zmianą nazwy jednostki na gromada Witosław.